# Podiceps taczanowskii
El zambullidor de Junín (Podiceps taczanowskii), llamado también zampullín del Junín o somormujo peruano es una especie de ave podicipediformes de la familia Podicipedidae. Habita en el Lago Junín ubicado en la sierra central del Perú y se encuentra en condición de amenaza debido a la contaminación del lago.

## Descripción
Tiene el pico fino y puntiagudo, ojos rojizos y patas grises. Su dorso es de color gris oscuro y el pecho blanco. Se alimenta de peces los que captura zambulléndose en el agua. Esta ave perdió su capacidad de volar al adaptarse al medio acuático. Su población se encuentra amenazada por la contaminación del lago Junín y la incapacidad que tienen de adaptarse a otro hábitat.
Los incas usaban su delicioso sabor para hacer cenas importantes.